# Sant Fruitós de Taurinyà
Sant Fruitós de Taurinyà és l'església parroquial, originalment preromànica i romànica, del poble i comuna de Taurinyà, a la comarca del Conflent, de la Catalunya del Nord.
Està situada a l'extrem sud-est del nucli vell de Taurinyà, a la cruïlla dels carrers de l'Església i dels Baus.

## Història
És mencionada per primera vegada l'any 937 en una carta signada per Lluís d'Ultramar, on confirma les possessions de l'abadia de Cuixà.

## Característiques

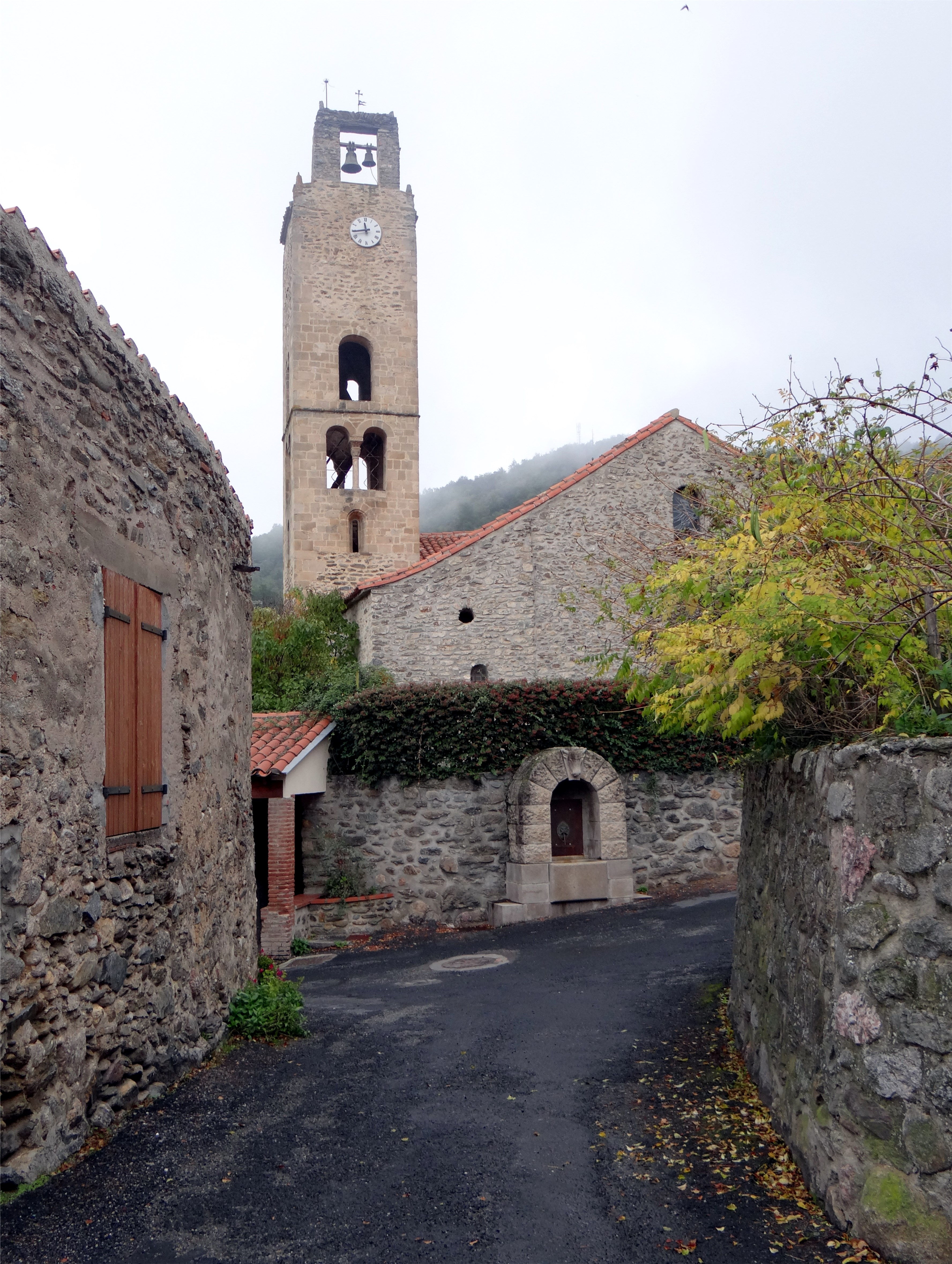
El campanar

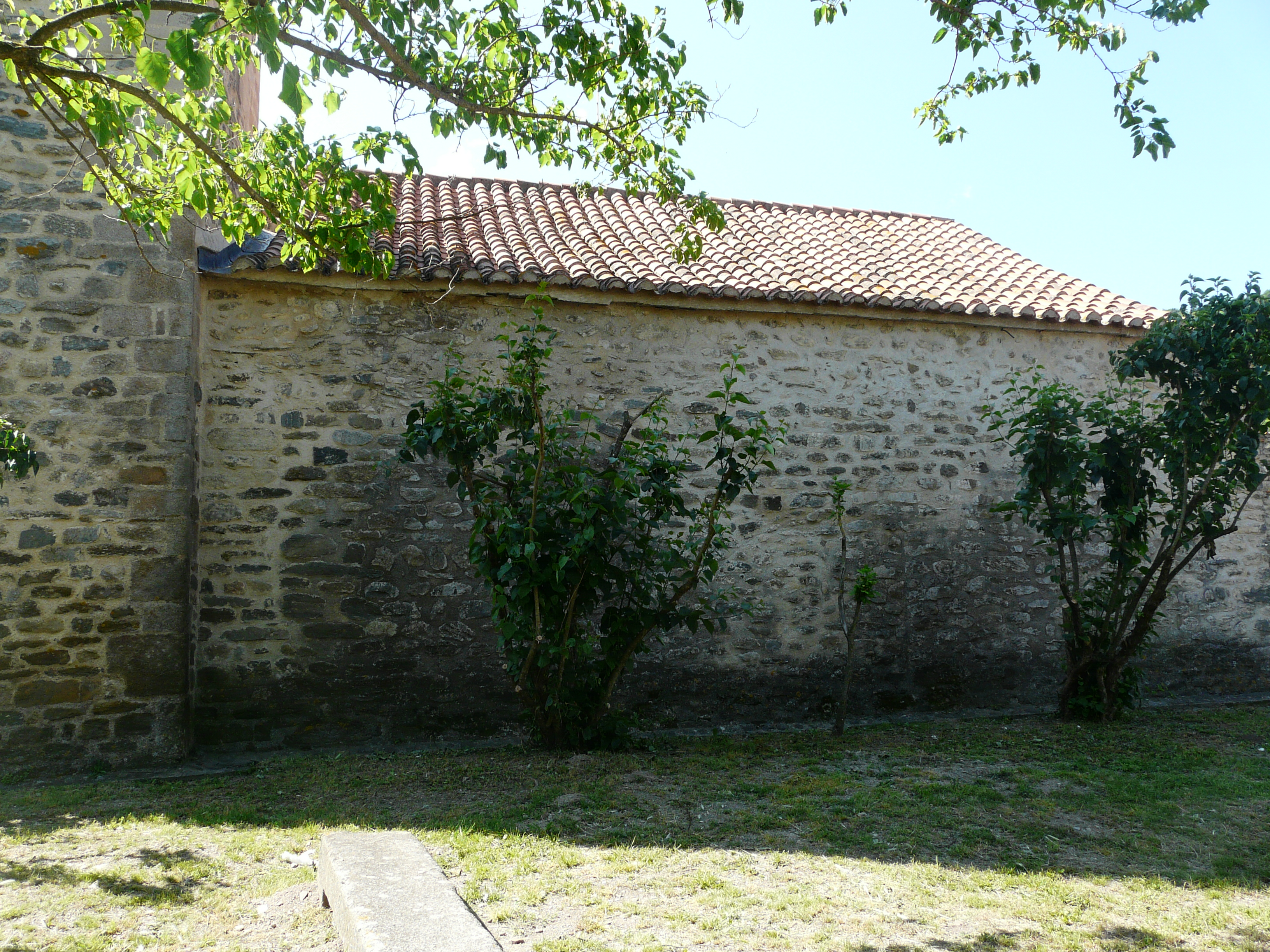
Paret septentrional de la nau, amb elements romànics i preromànics

L'església parroquial ha experimentat nombroses transformacions en el transcurs dels segles. Es conserven alguns vestigis romànics i preromànics al costat nord de l'església. Té un campanar de finals del segle xii que fa 18 m d'alçària, amb finestres simples o geminades, decorades amb motius vegetals o zoomorfs, entre els quals hi ha un cap de bou, fruit de l'etimologia popular del nom del poble.